# Talcy (Loir-et-Cher)
Talcy é uma comuna francesa na região administrativa do Centro, no departamento de Loir-et-Cher. Estende-se por uma área de 15,21 km². Em 2010 a comuna tinha 257 habitantes (densidade: 16,9 hab./km²).
A comuna de Talcy está situada no centro-norte do departamento de Loir-et-Cher, na pequena comarca agrícola de Beauce.